# 코일 (밴드)
코일(Coil)은 1982년 런던에서 결성된 잉글랜드의 밴드이다. 2005년 해체되었다.

## 디스코그래피
- ...And the Ambulance Died in His Arms